# عبير أبو طوق
عبير هشام عبد الله أبو طوق صحفية أردنية وُلدت في (الأردن - عمان 7 سبتمبر 1982)، وتخرجت عبير من جامعة اليرموك الأردنية تخصص إدارة الاعمال فرع التسويق، تَميزت بمجتمعها لنشاطها المُكثف في الأعمال التطوعية والتغطيات الصحفية والتقارير الإخبارية  والانشطة المجتمعية  المكثف في مواقع التواصل الاجتماعي، وهي رئيسة قسم الإعلام الاجتماعي في قناة رؤيا الفضائية  وحصولها على العديد من الجوائز  وتغطيتها العديد من الظواهر في المجتمع الأردني من خلال المقالات والمواضيع الصحفية.
منذ عام 2009، دخلت عالم الإعلام الجديد، بحصولها على دورات مكثفة في كيفية إنشاء الحسابات العامة والخاصة على مواقع التواصل الاجتماعي ، وكيفية إداراتها بمهنية وحرفية، وهذا ما جعلها تحظى بعدد كبير من المتابعين لها ولأنشطتها  وصورها عبر مواقع التواصل الاجتماعي: الفيس بوك، تويتر والانستغرام إضافة إلى مدونتها الخاصة على الورد برس.
وأخيرا تشغل عبير ومنذ عام 2012 منصب مديرة قسم الإعلام المجتمعي في قناة رؤيا الفضائية

## الجوائز والمشاركات
- شهادة التفوق ودرع الجامعة للمشاركة في النشاطات الجامعية، «النشاط الثقافي والإعلامي في جريدة طلبة اليرموك»، عمادة شؤون الطلبة، جامعة اليرموك، اربد، 2005 م
- المركز الأول على مستوى جامعة اليرموك في مسابقة التحقيق الصحفي وذلك ضمن المسابقة الثقافية التي نظمتها دائرة النشاط الثقافي والفني، عمادة شؤون الطلبة، جامعة اليرموك، 2005 م
- المركز الأول في مسابقة الإعلام البيئي، عن تحقيق بعنوان «تقطيع الغابات في الأردن»، الجمعية الملكية لحماية الطبيعة، بالتعاون مع برنامج تدعيم الإعلام في الأردن «ايركس»، وشركة كيا موتورز، عمان، 2009م
- المركز الثاني في مسابقة أقامها مركز عمان لدراسات حقوق الإنسان، عن بحث بعنوان "الاستقلال الإداري والمالي في الجامعات الأردنية، عمان، 2009[9]

## عبير واللغة العربية
تم اختيار عبير من قبل شركة سامسونج للمشاركة في مبادرة «بكتب بالعربي» الهادفة للمحافظة على اللغة العربية واستخدامها في الحياة اليومية 